# Pupa

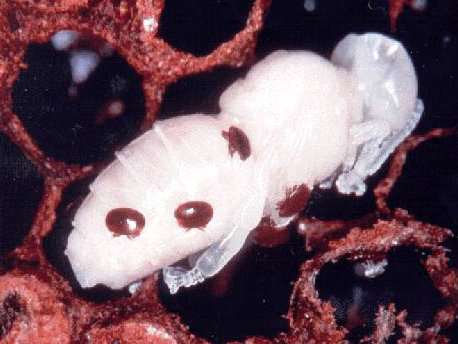
Pupa ya casi completamente desarrollada de Apis mellifera. Los puntos rojos son ejemplares del ácaro Varroa jacobsoni, que aprovecha la inmovilidad de la pupa para atacarla.

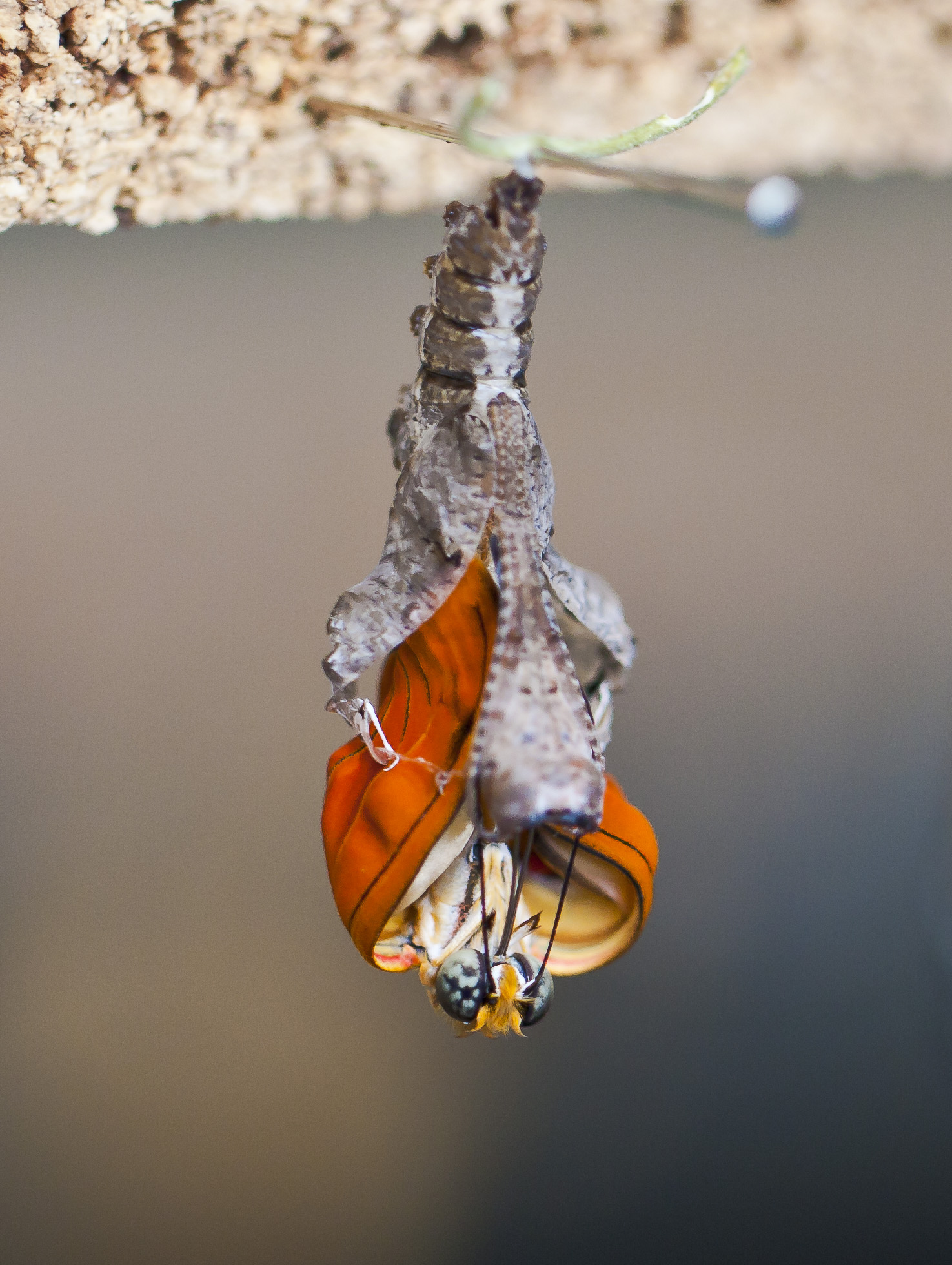
Eclosión de una Dryas iulia.

La pupa es el estado por el que pasan algunos insectos en el curso de la metamorfosis que los lleva del último estado de larva al de imago o adulto.
A diferencia de los estados larvales, el de pupa es un estado de relativa inactividad aparente, que es muy activo en realidad. Muchos se ocultan o encierran en una cápsula para protegerse mientras los órganos juveniles absorben y el organismo adopta una estructura totalmente diferente. No se alimentan y suelen estar inmóviles, aunque las pupas de los mosquitos tienen tanta capacidad de movimiento como muchas larvas, para evitar los depredadores. Solo los insectos holometábolos pasan por un estadio de pupa y es esta transición lo que caracteriza al superorden Endopterygota, que abarca más de 700 000 especies en los órdenes Megaloptera, Neuroptera, Raphidioptera, Coleoptera, Strepsiptera, Hymenoptera, Lepidoptera, Trichoptera, Diptera, Mecoptera y Siphonaptera.
Durante esta fase, progresivamente desarrolla patas y alas, que no están presentes en la larva, y su cuerpo adopta la característica estructura tripartita de cabeza, tórax y abdomen. El proceso puede llevar apenas un par de semanas, como en algunas mariposas, o servir adicionalmente como fase de reposo (dormancia) en la que el insecto espera a que las condiciones ambientales se tornen favorables. Algunas pupas pasan en esa forma todo el invierno, o los meses más cálidos en el trópico, o aun varios años.

## Posición en el ciclo vital
El estadio de pupa sigue al de larva y precede al de adulto (imago) en los insectos con metamorfosis completa. La pupa es una fase no alimentaria, normalmente sésil, o muy activa como en los mosquitos. Es durante la fase de pupa cuando se forman las estructuras adultas del insecto, mientras que las estructuras larvarias se descomponen. Las estructuras adultas crecen a partir de discos imaginales.

### Duración
La fase de pupa puede durar semanas, meses o incluso años, dependiendo de la temperatura y de la especie de insecto. Por ejemplo, la fase de pupa dura de ocho a quince días en las mariposas monarca (Danaus plexippus). La pupa puede entrar en latencia o diapausa hasta la estación adecuada para emerger como insecto adulto. En climas templados, las pupas suelen permanecer latentes durante el invierno, mientras que en los trópicos suelen hacerlo durante la estación seca.

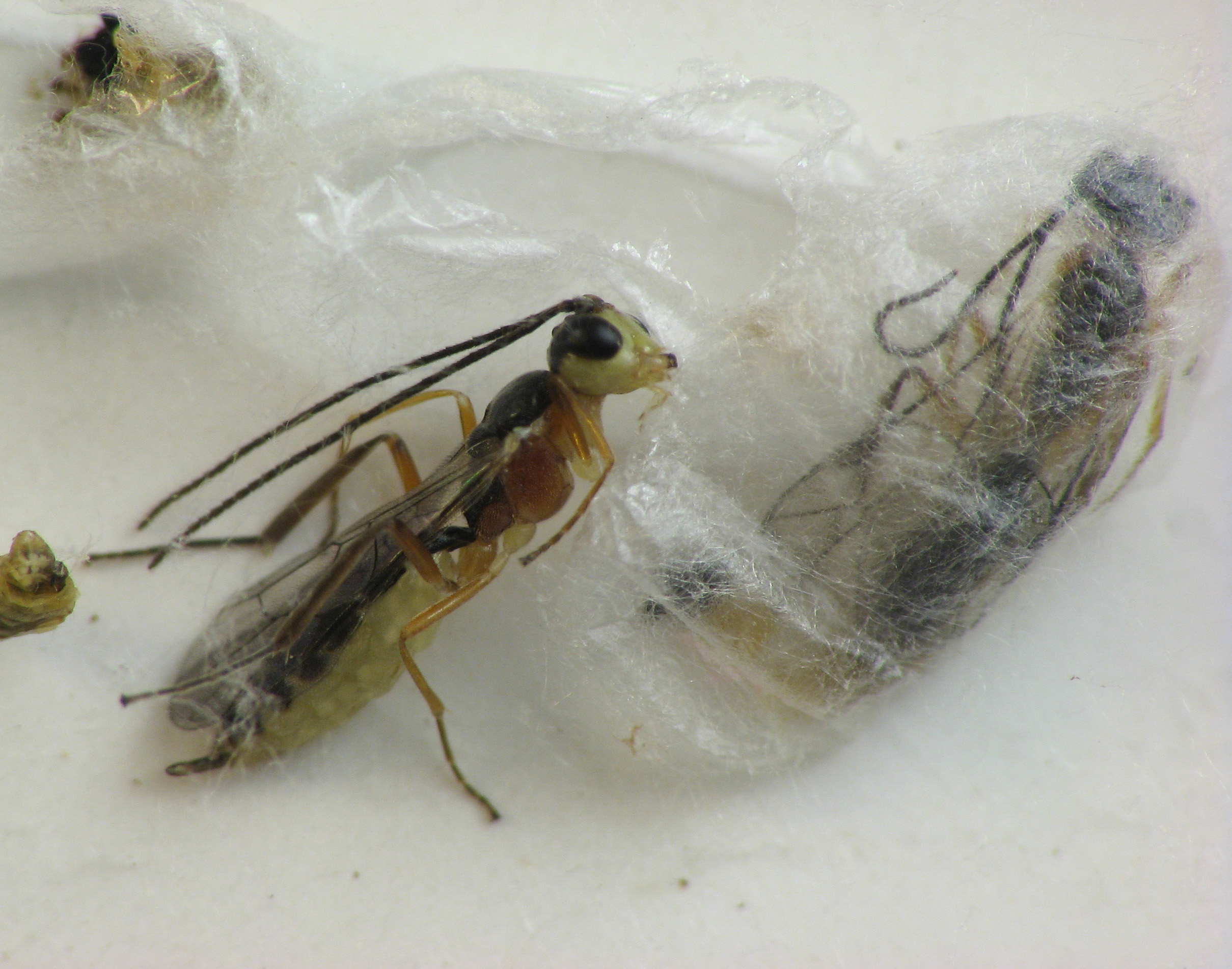
Adulto de Hercus fontinalis saliendo del capullo

### Eclosión
Los insectos emergen (eclosionan) de las pupas partiendo la envoltura pupal. La mayoría de las mariposas emergen por la mañana. En los mosquitos, la emergencia se produce al atardecer o por la noche. En las pulgas, el proceso se desencadena por vibraciones que indican la posible presencia de un hospedador adecuado. Antes de emerger, el adulto que se encuentra dentro del exoesqueleto de la pupa se denomina farato. [cita requerida] En la mayoría de los himenópteros (hormigas, abejas y avispas), la exuvia es tan fina y membranosa que se "arruga" al desprenderse.

### Apareamiento pupal

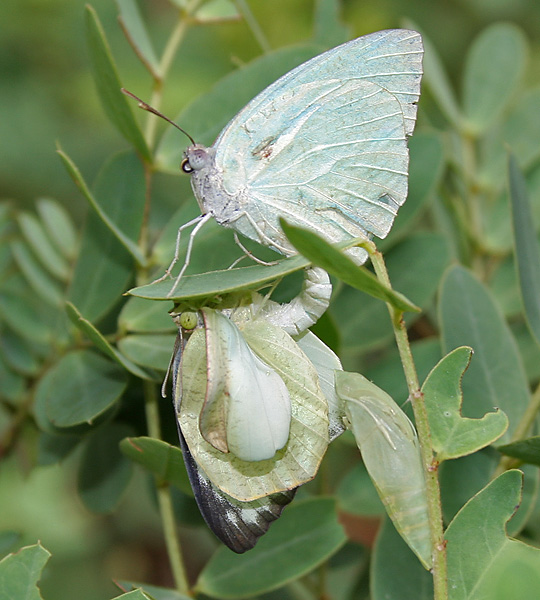
Apareamiento de un macho con una hembra recién metamorfoseada de Catopsilia pyranthe.

En unos pocos taxones de lepidópteros, especialmente Heliconius, el apareamiento pupal es una forma extrema de estrategia reproductiva en la que el macho adulto se aparea con una hembra pupa a punto de emerger, o con la hembra recién mudada; esto va acompañado de otras acciones como el taponamiento del aparato reproductor de la hembra con el sphragis, negando el acceso a otros machos, o exudando una feromona antiafrodisíaca.

## Defensa
Las pupas suelen ser inmóviles y están en gran medida indefensas. Para superar esto, las pupas a menudo se cubren con un capullo, se ocultan en el medio ambiente o se forman bajo tierra.Algunas especies de mariposas Lycaenidas son protegidas en su fase de pupa por las hormigas. Otro medio de defensa de las pupas de otras especies es la capacidad de emitir sonidos o vibraciones para asustar a posibles depredadores. Unas pocas especies utilizan defensas químicas que incluyen secreciones tóxicas. Las pupas de los himenópteros sociales están protegidas por los miembros adultos de la colmena.

## Crisálida

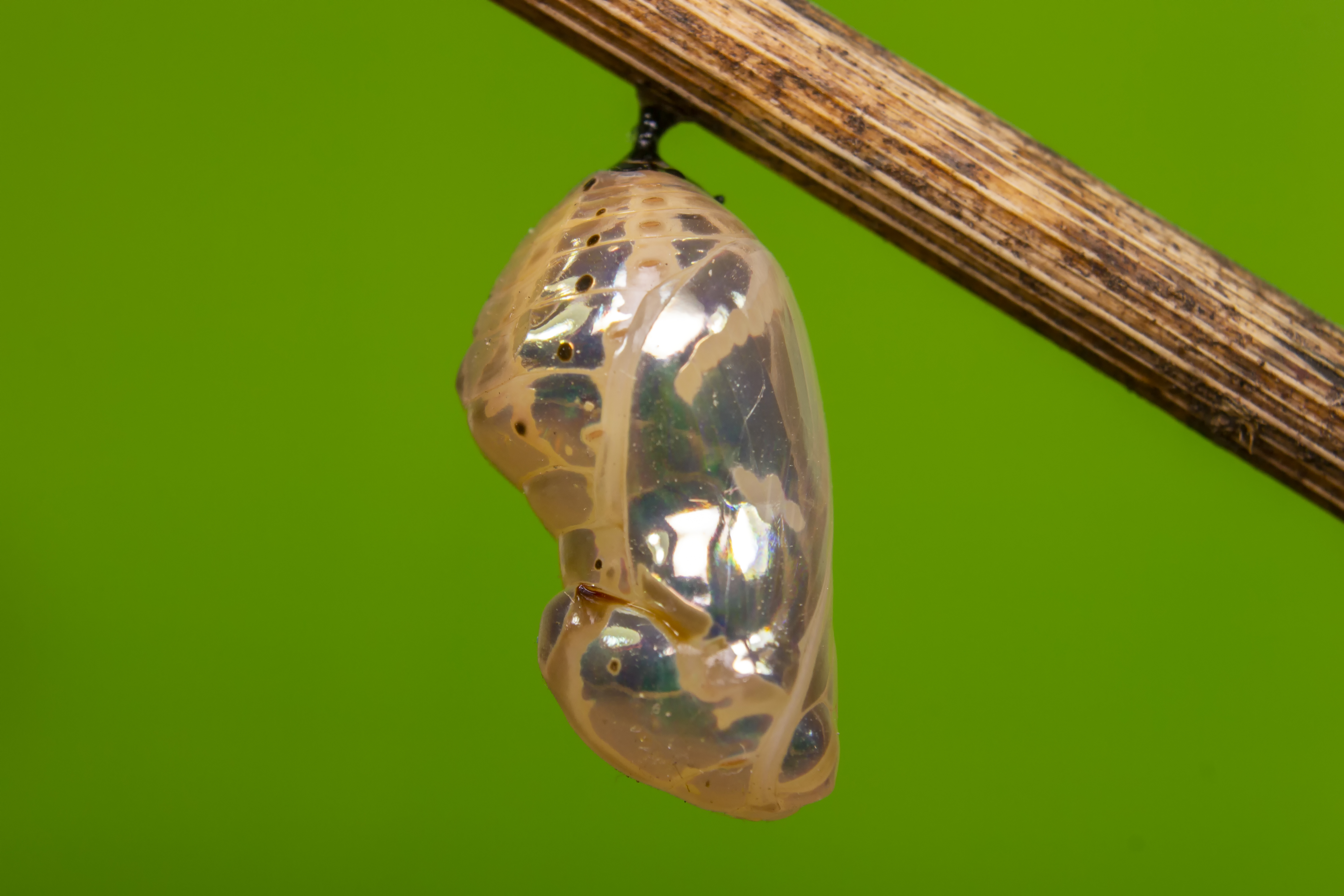
Crisálida de mariposa cuervo común (Euploea core) que ilustra el origen griego del término: χρυσός (chrysós): de oro.

Una crisálida (latín: chrysallis, del griego: χρυσαλλίς, chrysallís, plural: chrysalides, también conocida como una aurelia) o nympha es la fase de pupa de las mariposas. El término deriva de la coloración dorada metálica que presentan las pupas de muchas mariposas, a las que se refiere el término del griego antiguo χρυσός. (chrysós) para oro.
Cuando la oruga está completamente desarrollada, fabrica un botón de seda que utiliza para sujetar su cuerpo a una hoja o una ramita. Entonces la oruga se desprende de la piel por última vez. Bajo esta piel vieja hay una piel dura llamada crisálida.
Como las crisálidas suelen ser vistosas y se forman al aire libre, son los ejemplos más familiares de pupa. La mayoría de las crisálidas se fijan a una superficie mediante un cierre al tacto arreglo similar a una almohadilla de seda hilada por la oruga, normalmente cementada a la parte inferior de una percha, y el gancho o ganchos cremastrales que sobresalen de la parte posterior de la crisálida o cremaster en la punta del abdomen de la pupa mediante los cuales la oruga se fija a la almohadilla de seda. (Gr. kremastos 'suspendido')
Al igual que otros tipos de pupas, en la mayoría de las mariposas la fase de crisálida apenas tiene movimiento. Sin embargo, algunas pupas de mariposa son capaces de mover los segmentos abdominales para producir sonidos o ahuyentar a posibles depredadoress. Dentro de la crisálida se produce el crecimiento y la diferenciación. La mariposa adulta emerge (eclosiona) de esto y expande sus alas bombeando hemolinfa en las venas de las alas. Aunque este cambio repentino y rápido de pupa a imago suele denominarse metamorfosis, en realidad la metamorfosis es toda la serie de cambios que experimenta un insecto desde que es huevo hasta que se convierte en adulto.
Al emerger, la mariposa utiliza un líquido que contiene una enzima, a veces llamada capullasa o cocoonasa (en inglés cocoonase), que ablanda el caparazón de la crisálida. Además, utiliza dos afiladas garras situadas en las gruesas articulaciones de la base de las alas delanteras para ayudar a salir. Tras salir de la crisálida, la mariposa suele sentarse en el caparazón vacío para expandir y endurecer sus alas. Sin embargo, si la crisálida estuviera cerca del suelo (como si se hubiera desprendido de su almohadilla de seda), la mariposa buscaría otra superficie vertical sobre la que posarse y endurecer sus alas (como una pared o una valla).
Las pupas de las polillas suelen ser de color oscuro y se forman en celdas subterráneas, sueltas en el suelo, o bien su pupa está contenida en una funda protectora de seda llamada capullo. La pupa de algunas especies como la Sesia apiformis desarrolla unas crestas afiladas alrededor del exterior llamadas adminículas que permiten a la pupa moverse de su lugar de ocultación dentro del tronco de un árbol cuando llega el momento de que emerja el adulto.
A menudo se confunden pupa, crisálida y capullo, pero son bastante distintos entre sí. La pupa es el estadio intermedio entre la larva y el adulto. La crisálida se refiere generalmente a la pupa de una mariposa, aunque el término puede inducir a error, ya que hay algunas polillas cuya pupa se asemeja a una crisálida, por ejemplo: las polillas con alas en penacho de la familia Pterophoridae y algunas polillas de geometridae. Un capullo es una funda de seda que las larvas de las polillas, y a veces de otros insectos, tejen alrededor de la pupa.

## Capullo

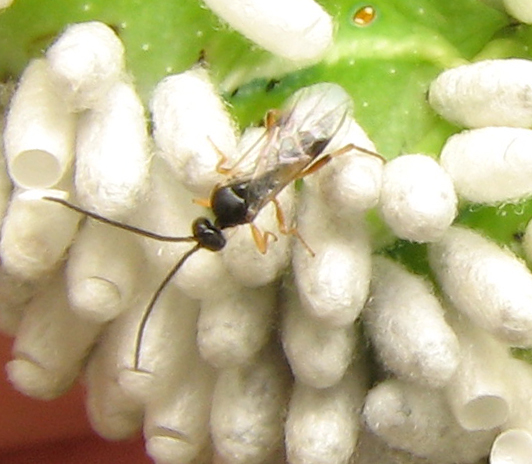
Capullos y adulto del himenóptero Cotesia congregata

Las pupas de muchas mariposas nocturnas, por el contrario, suelen ser oscuras y prefieren enterrarse en el suelo o envolverse en un capullo; el más famoso de estos capullos es el que produce Bombyx mori, el gusano de seda, formado por un larguísimo hilo de seda. En la eclosión, el insecto ya adulto rompe el capullo o lo disuelve excretando un líquido ad hoc; en la producción de seda, por lo tanto, los capullos que se abren antes de que la crisálida haya completado su evolución provocan la muerte del animal.
Los miembros de otros grupos también forman capullos, por ejemplo Hymenoptera.

## Pupario
Las moscas muscomorfas forman un pupario. Es decir que la larva en su último estadio se encierra dentro de su exoesqueleto que le sirve de cubierta protectora. Otros ejemplos de puparios están en el orden Strepsiptera y en la familia Aleyrodidae del orden Hemiptera.

## Terminología en otras lenguas
A veces se habla de pupa de hormiga, a veces también llamada erróneamente huevo, pero en la terminología española se trata de una ninfa.
Pupario en inglés se refiere a las pupas de los dípteros y pupa (pero también Puppe en alemán) a las ninfas de otros holometábolos, mientras que ninfa en inglés se refiere a los estadios larvarios de los insectos hemimetábolos. Por otro lado, los angloparlantes comúnmente se refieren a la emergencia del adulto de la pupa como eclosión. En francés se habla de la exuviación del adulto o la emergencia del imago. El término éclosion se usa en francés para referirse a la emergencia de un huevo (para lo que los angloparlantes usan el término hatching).

## Galería de imágenes

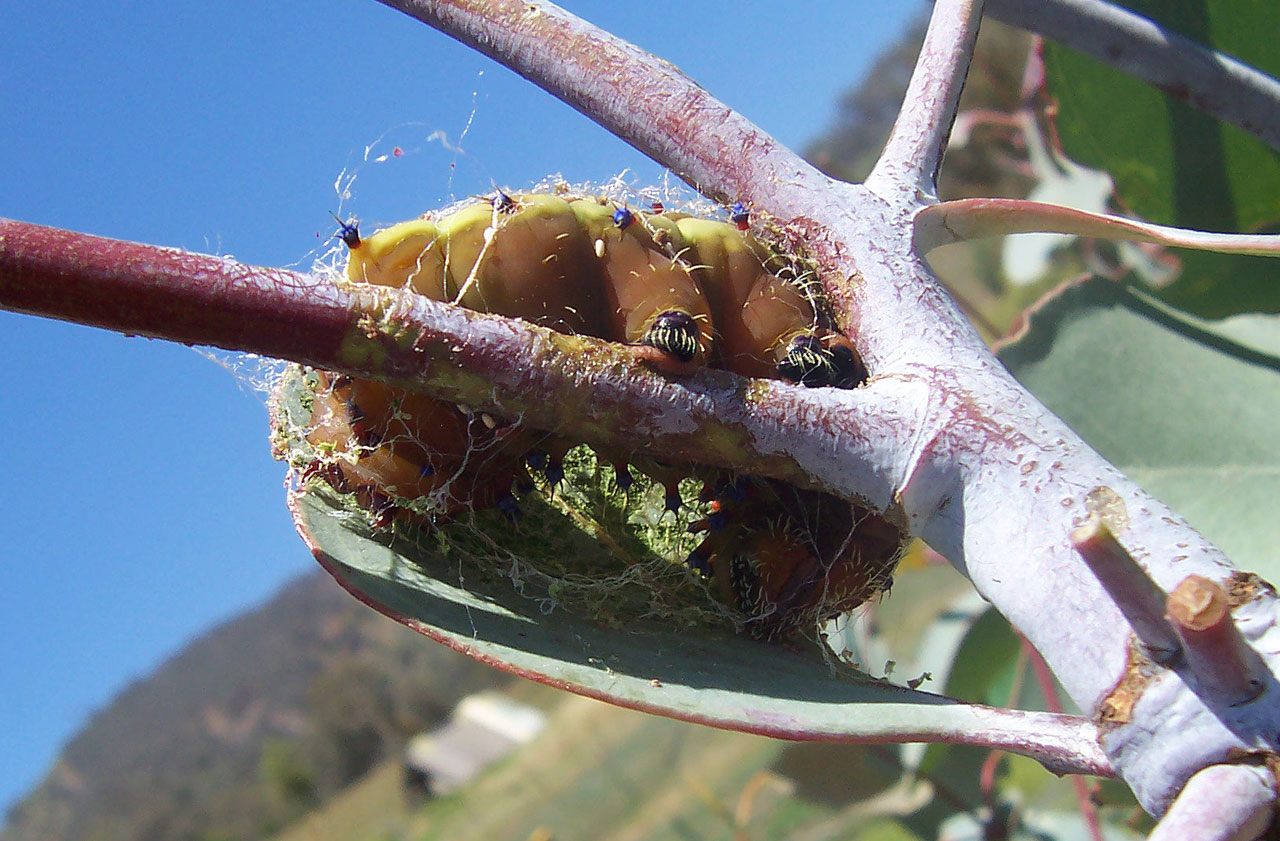
Una oruga de mariposa emperador tejiendo el capullo.
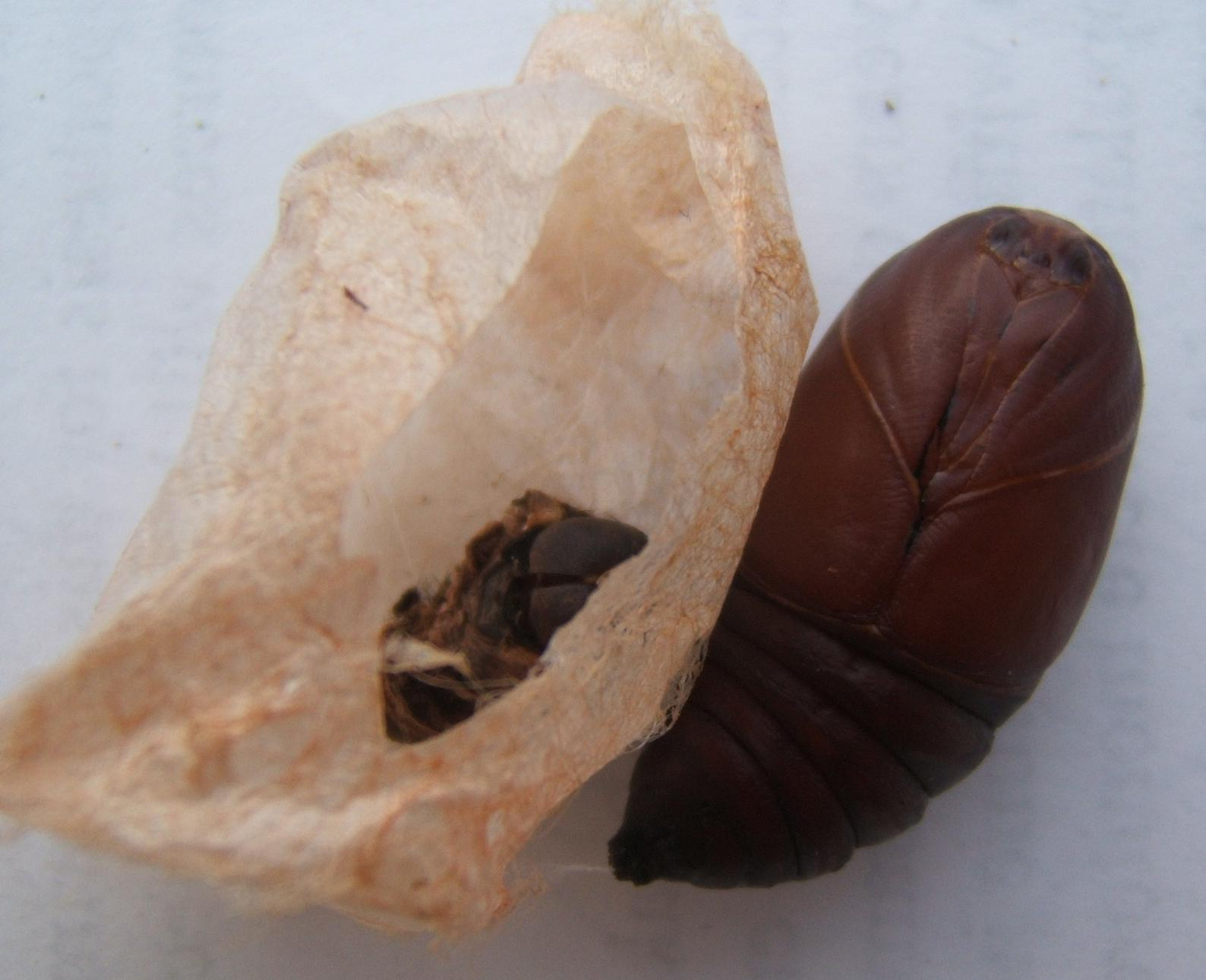
Capullo y pupa de Actias luna la mariposa luna.
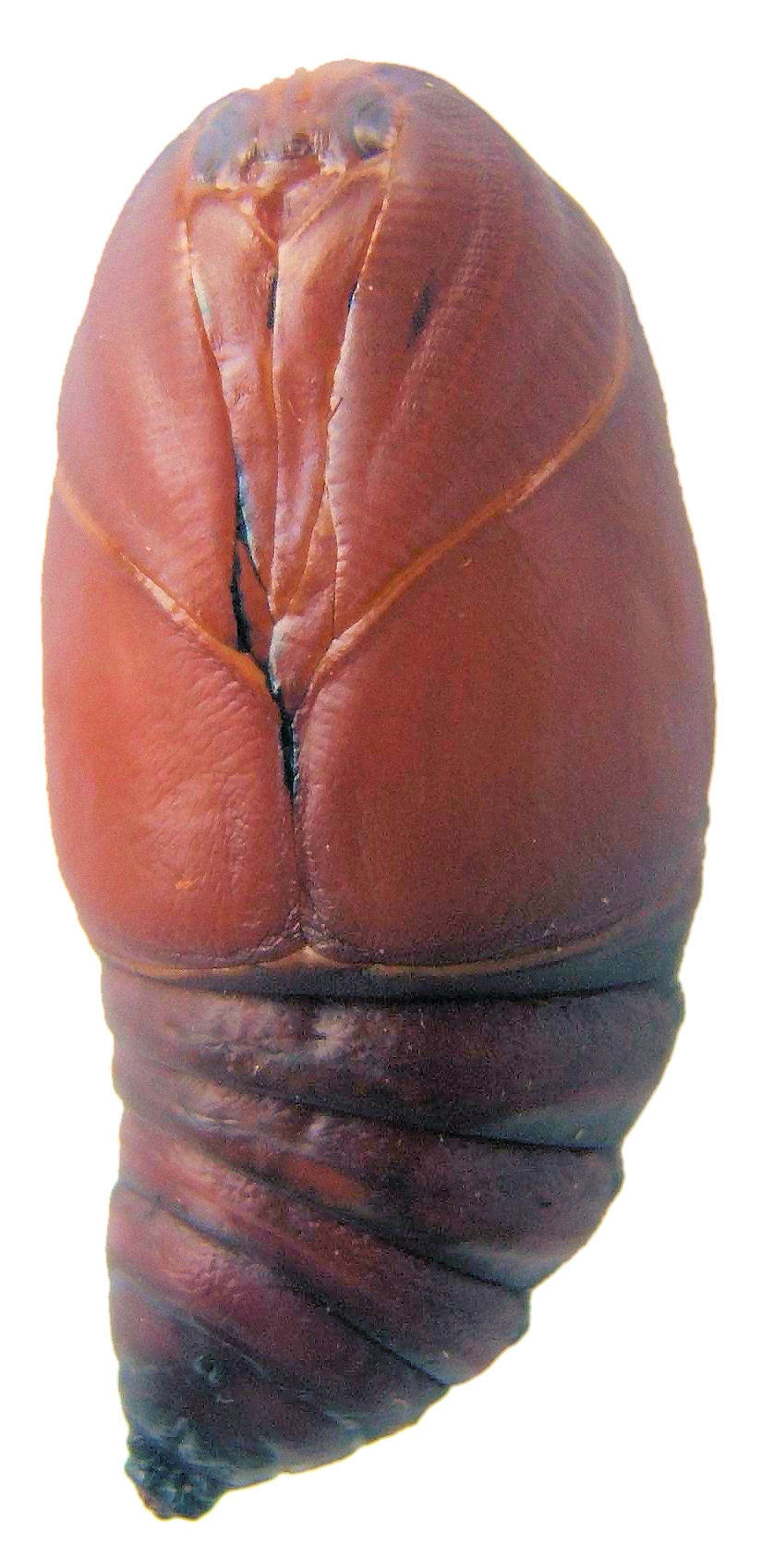
Pupa de mariposa luna fuera del capullo.
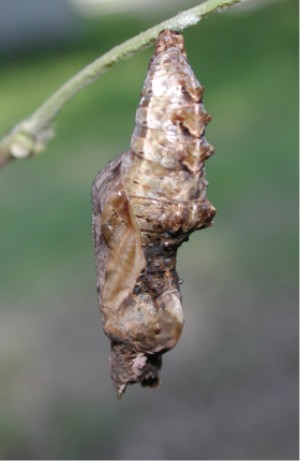
Crisálida de fritilaria en Georgetown, Carolina del Sur, EE.UU..
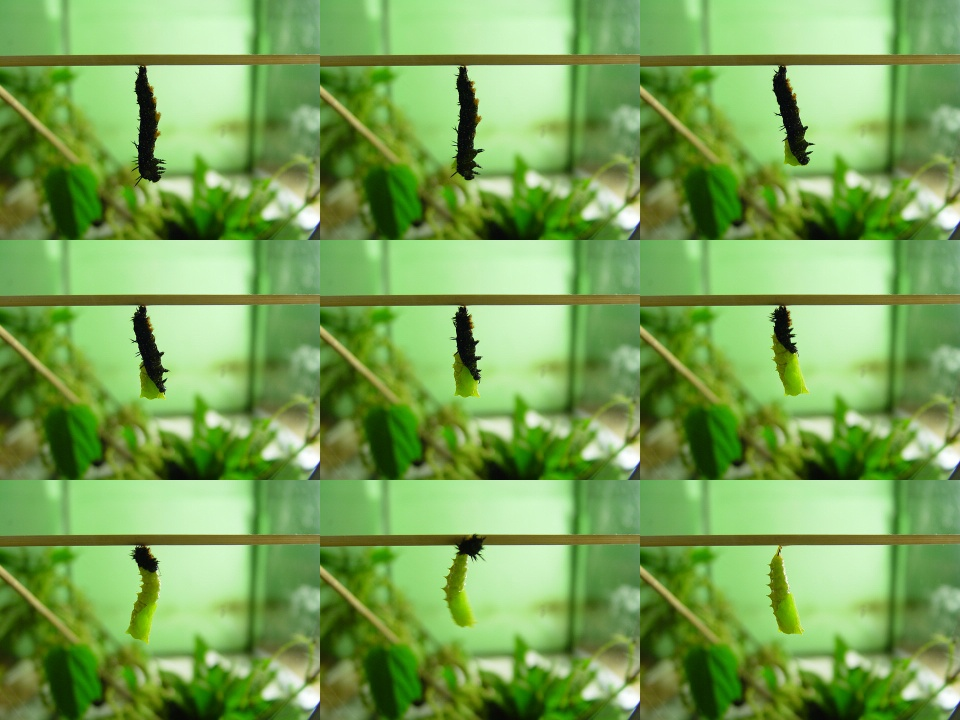
Pupación de Aglais io, la mariposa pavo real
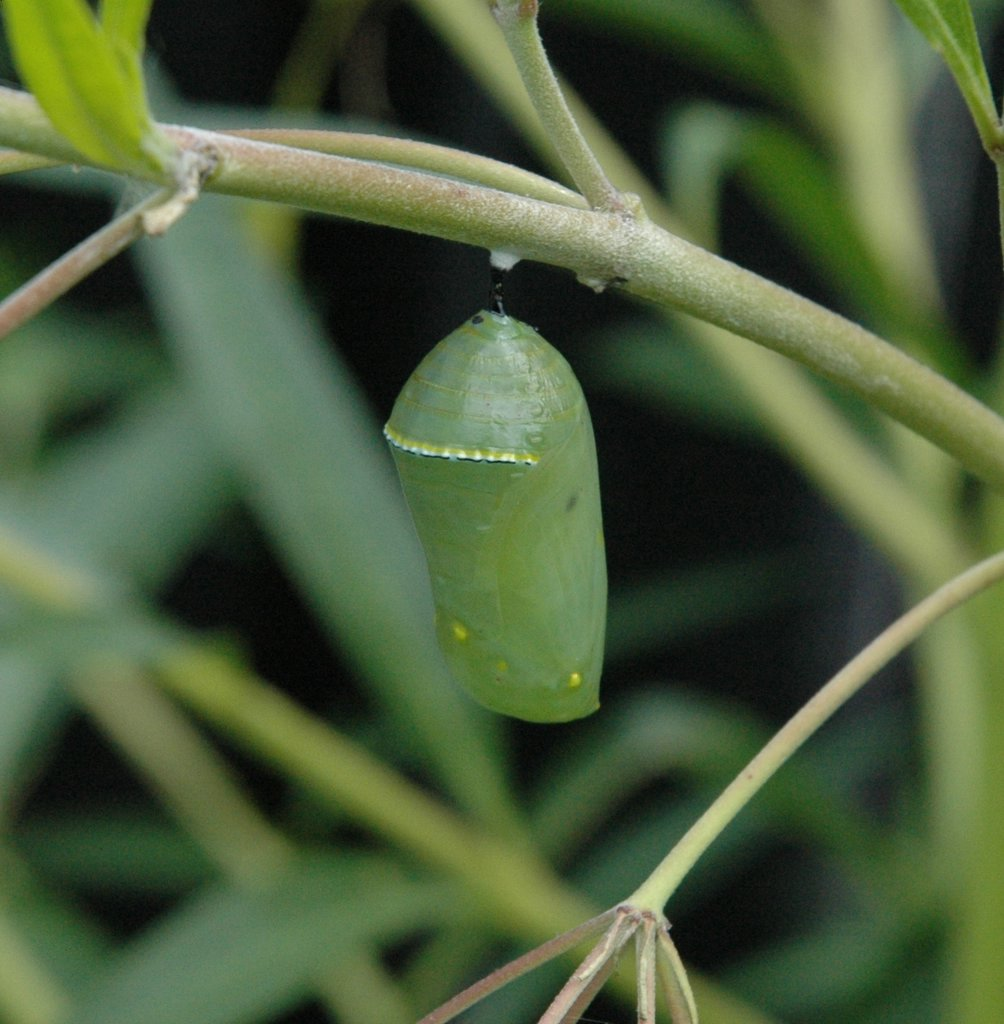
Crisálida de mariposa monarca, Danaus plexippus.
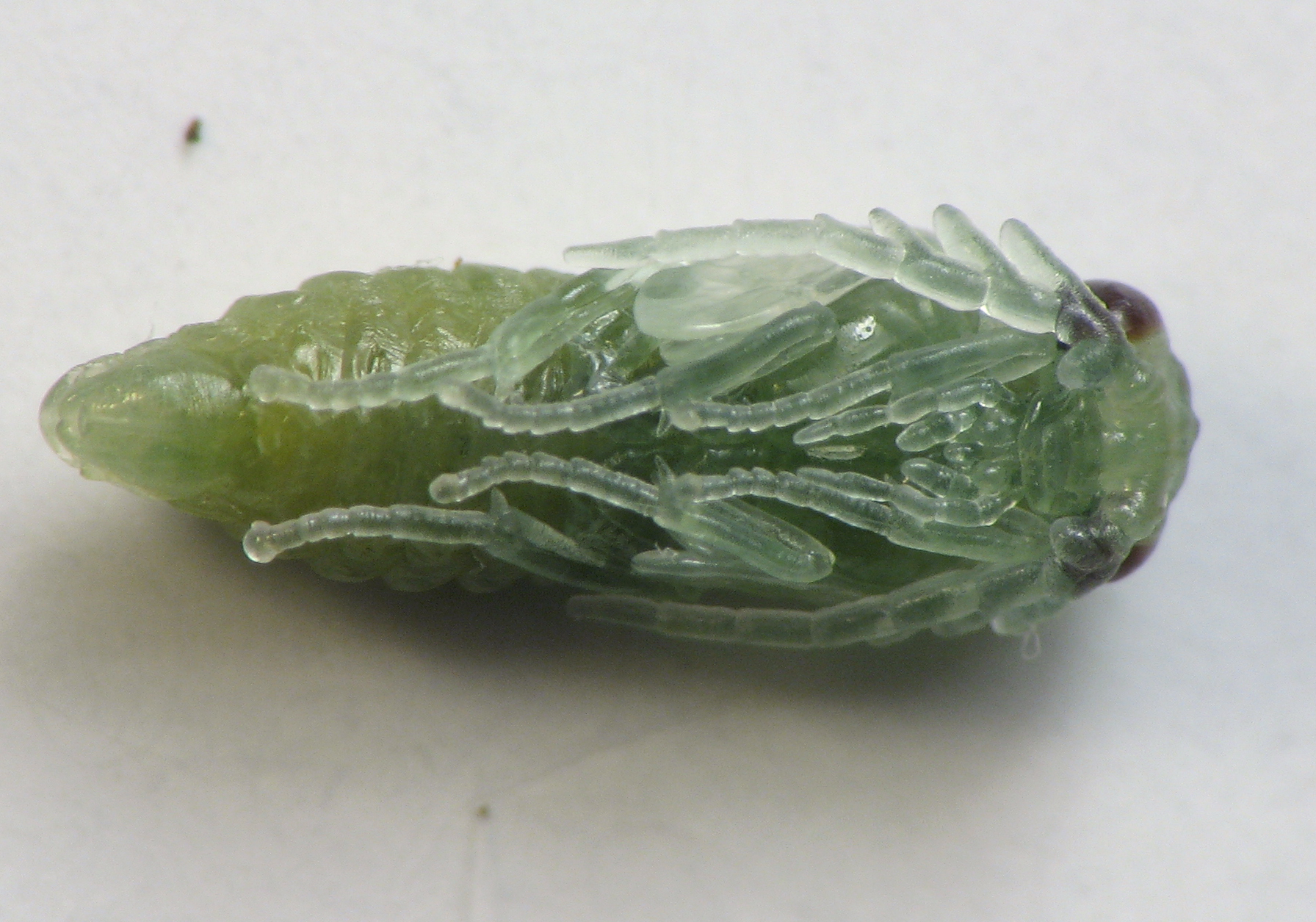
Pupa de Cladius difformis.
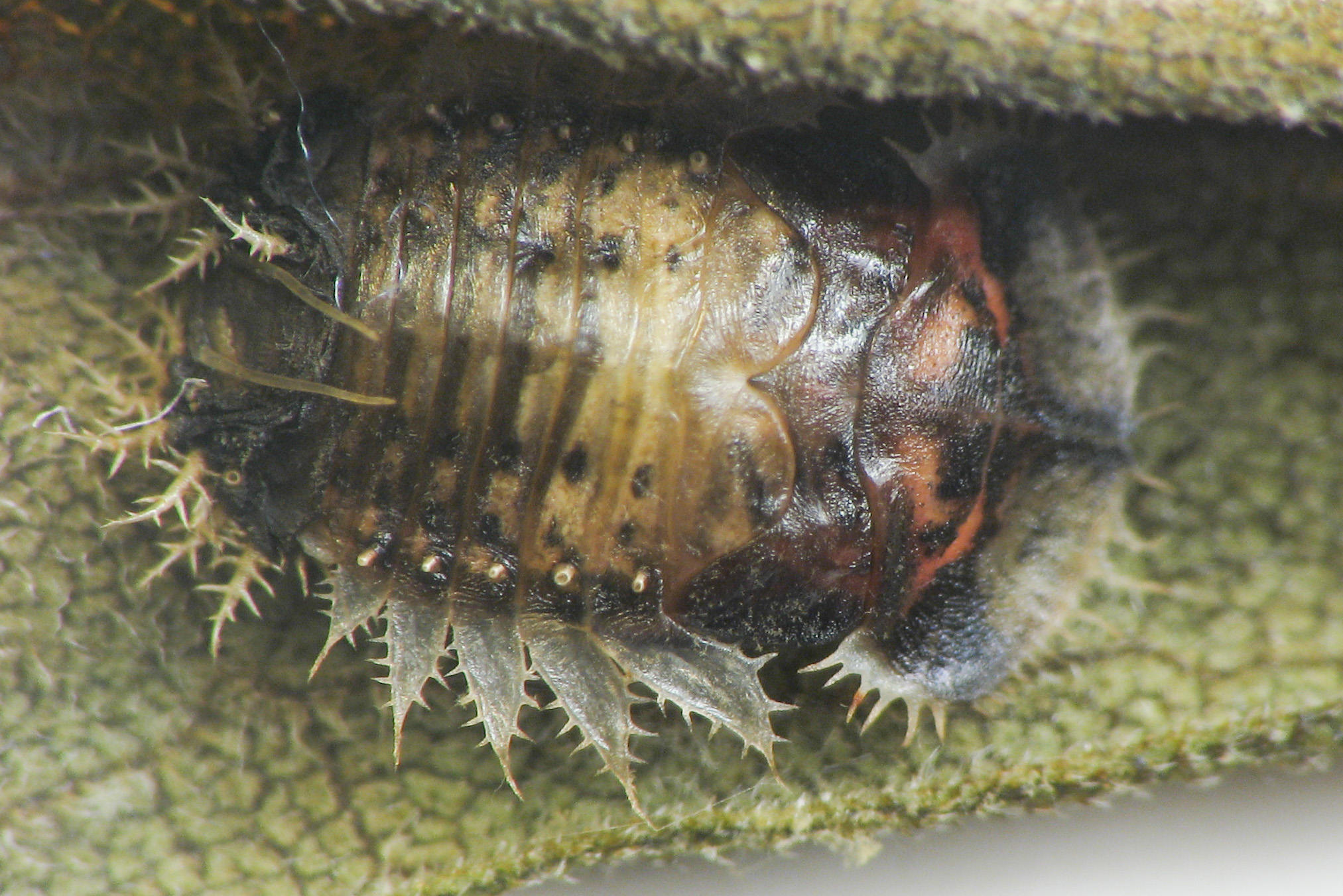
Pupa de Charidotella sexpunctata (Coleoptera).
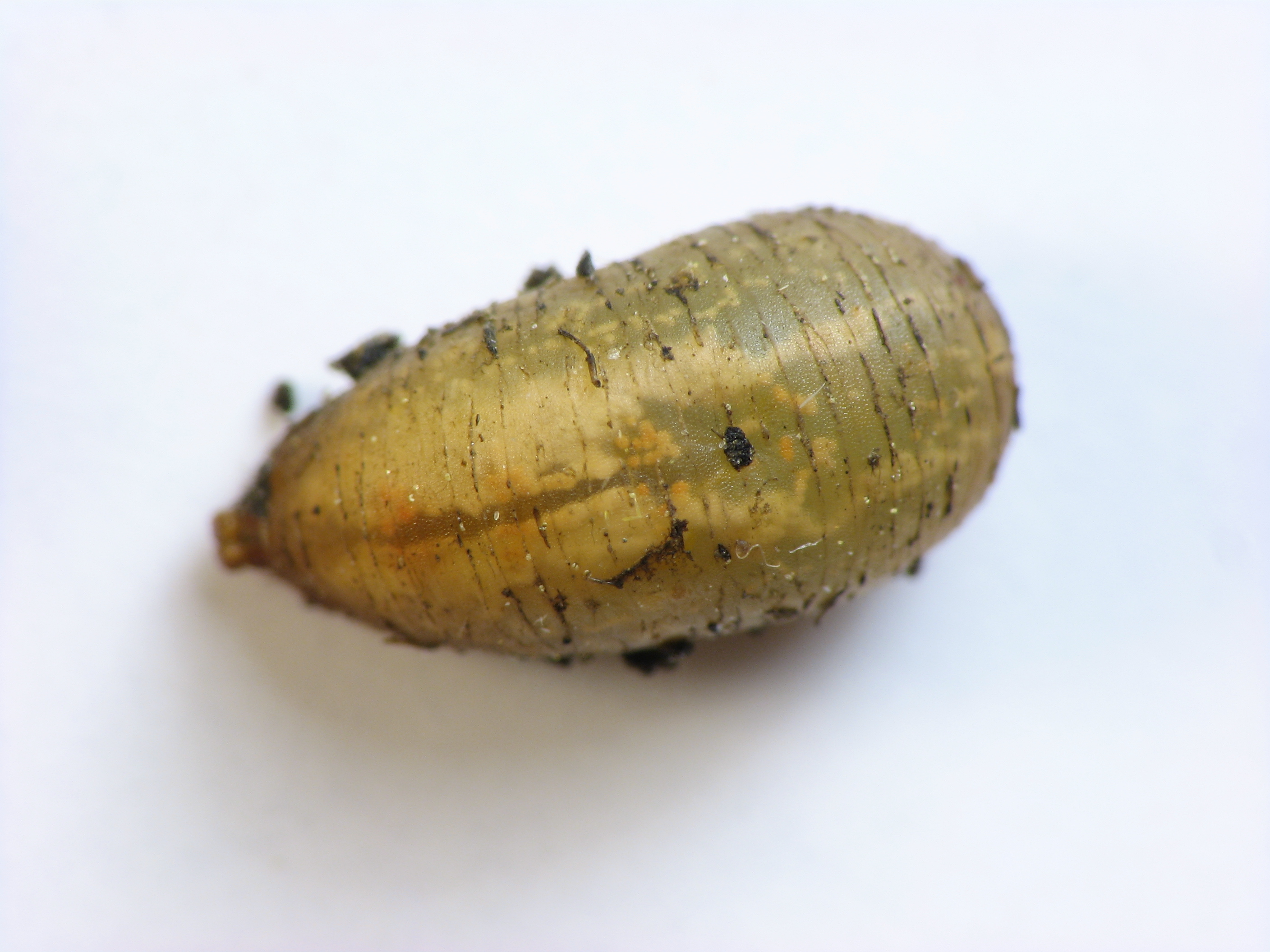
Pupario de Syrphus (Diptera).
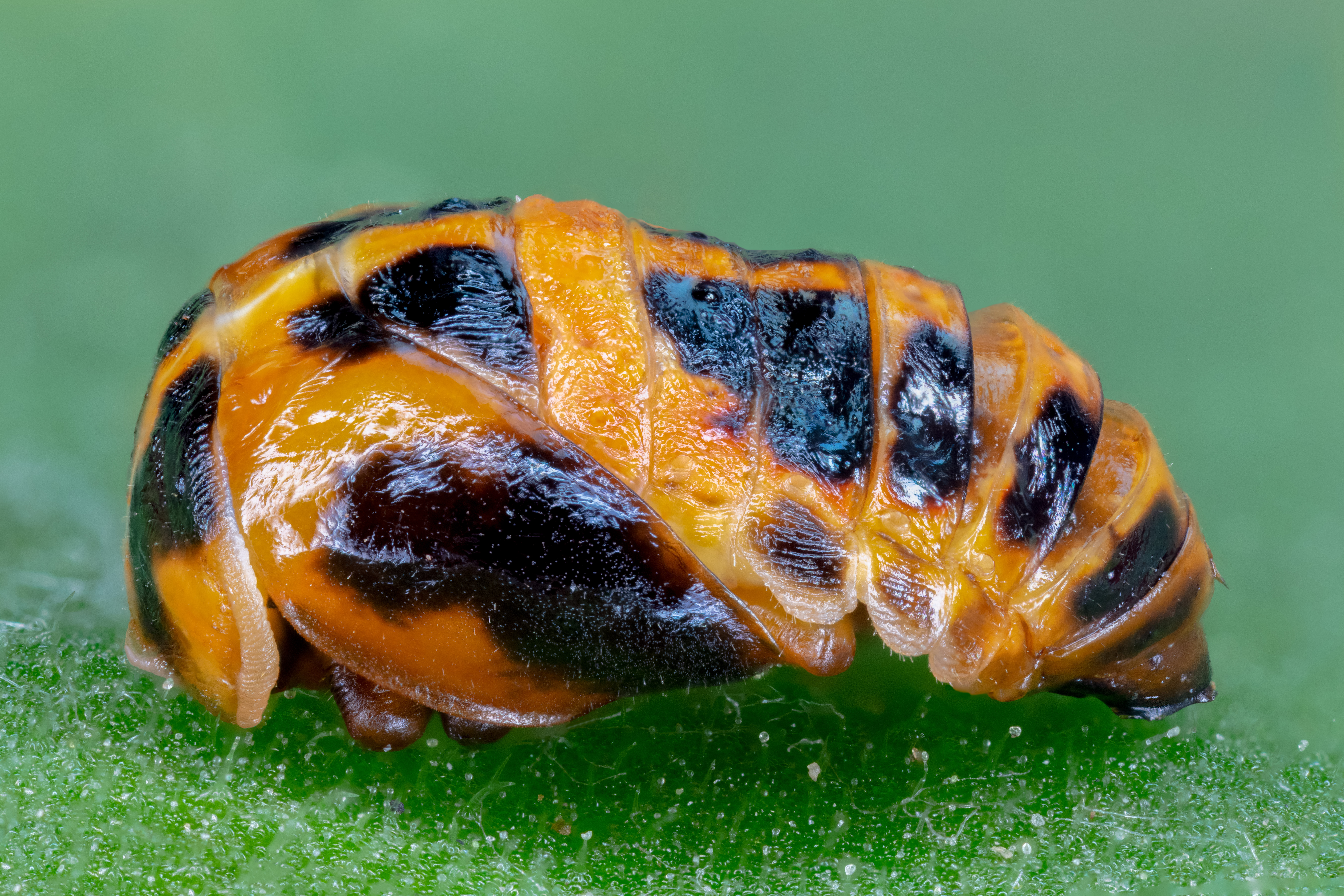
Pupa de coccinélido.
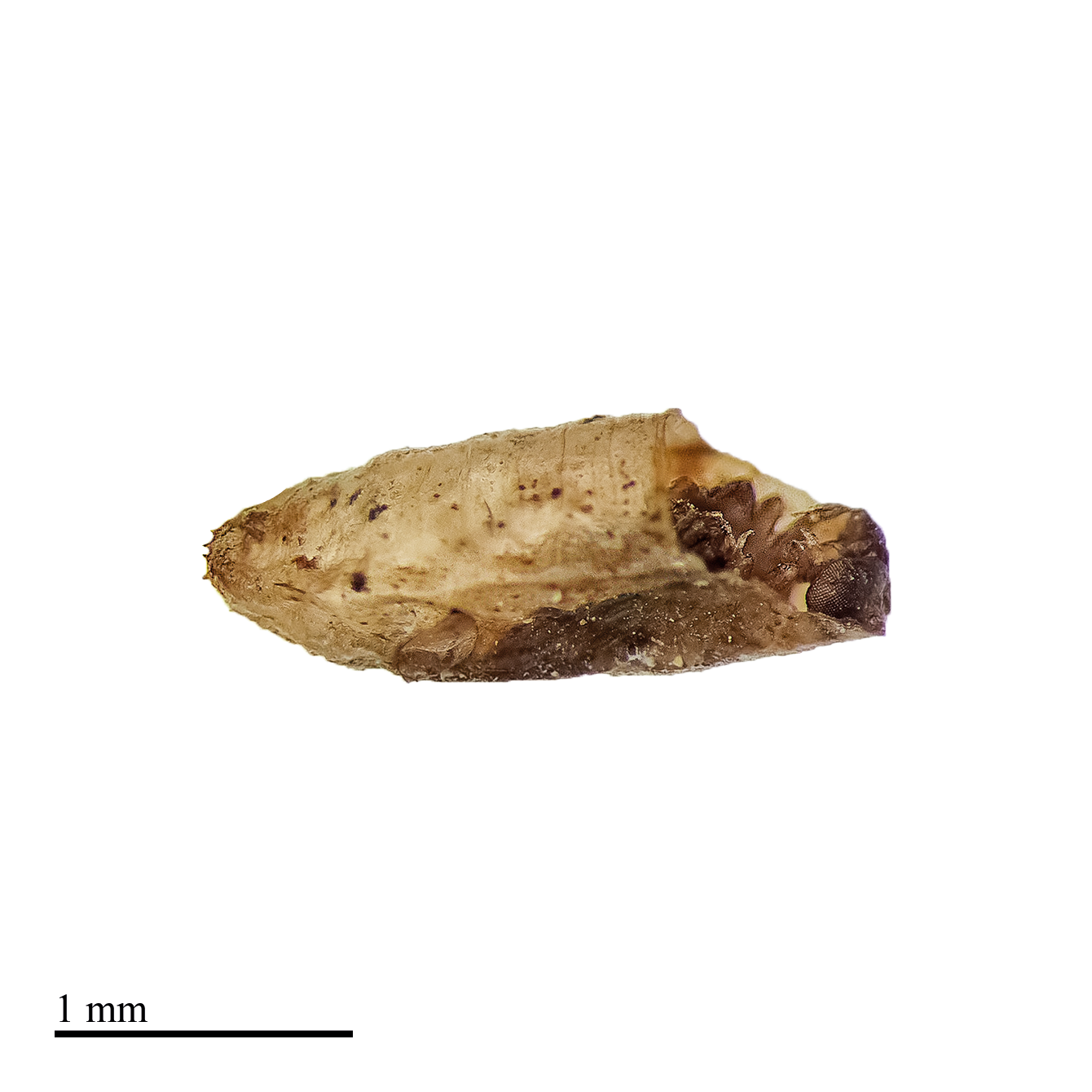
Pupa de Phoridae (Diptera) con adulto dentro